# نیروگاه بادی هالت
نیروگاه بادی هالت (انگلیسی: Hallett Wind Farm) نام دسته‌جمعی چهار نیروگاه بادی در نزدیک شهر هالت، ایالت استرالیای جنوبی است. مالک و متصدی آن شرکت ای‌جی‌ال انرژی می‌باشد.
- براون هیل (هالت ۱): با ظرفیت ۹۵ مگاوات که در ماه ژوئن ۲۰۰۸ تکمیل گردید.[۲]
- هالت هیل (هالت ۲): با ظرفیت ۷۱ مگاوات که در ماه سپتامبر ۲۰۰۹ تکمیل شد.[۳]
- نورث براون هیل (هالت ۴): با ظرفیت ۱۳۲ مگاوات که در ماه دسامبر ۲۰۱۰ تکمیل گردید.[۴]
- بلوف رنج (هالت ۵): با ظرفیت ۵۳ مگاوات که در ماه دسامبر ۲۰۱ا تکمیل شد.[۵]

نیروگاه بادی مونت بریان که به عنوان هالت ۳ شناخته می‌شد، هرگز ساخته نشد. در سال ۲۰۰۹، نیروگاه هالت ۳ مجوز برنامه‌ریزی را دریافت کرد ولی بدنبال رأی استیناف دادگاه محیط‌زیست، منابع و توسعه، در سال ۲۰۱۲ مجوز آن لغو و پروژه کنار گذاشته شد.